# واتارو تاکاگی
واتارو تاکاگی (انگلیسی: Wataru Takagi؛ زادهٔ ۲۵ ژوئیهٔ ۱۹۶۶) یک هنرپیشه اهل ژاپن است. وی از سال ۱۹۸۷ میلادی تاکنون مشغول فعالیت بوده‌است.
از فیلم‌ها یا برنامه‌های تلویزیونی که وی در آن نقش داشته است می‌توان به کاراگاه کانن: آفتابگردان‌های جهنم اشاره کرد.